# 扎納薩別利耶湖
58°44′24″N 28°43′18″E / 58.739929°N 28.7217379°E
扎納薩別利耶湖（俄语：Занасабелье），是俄羅斯的湖泊，位於該國西北部，由普斯科夫州負責管轄，處於普柳薩區，面積0.08平方公里，集水區面積1.51平方公里，平均水深2.6米，最大水深4米。